# Max Blumenthal

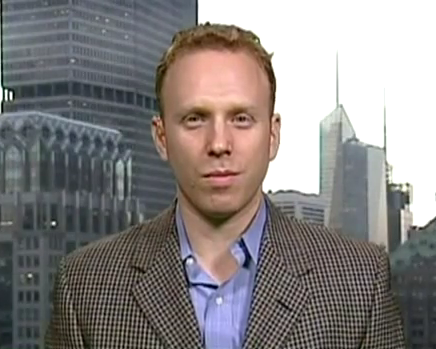
Max Blumenthal (2011)

Max Blumenthal (* 18. Dezember 1977 in Boston) ist ein US-amerikanischer Journalist, Autor und Dokumentarfilmer.

## Herkunft, Ausbildung, Ehe
Blumenthal entstammt einer jüdischen Familie in den USA. Sein Vater ist der Journalist Sidney Blumenthal, ein jahrzehntelanger enger Berater des früheren US-Präsidenten Bill Clinton und seiner Frau, der späteren Außenministerin Hillary Clinton.
Nach Eigenangaben besuchte Max Blumenthal als Kind in Washington, D.C. die private Georgetown Day School und eine Hebrew School. Anschließend studierte er bis zum B.A.-Abschluss 1999 Geschichte an der University of Pennsylvania. Er war Forschungsstipendiat (Research Fellow) für Media Matters for America.
2020 heiratete er die Journalistin Anya Parampil. Sie veröffentlichte 2024 eine Monographie über den gescheiterten Umsturz in Venezuela im Jahr 2019.

## Journalistische Tätigkeiten
Etwa seit dem Jahr 2000 schreibt Blumenthal Beiträge für Zeitungen, Zeitschriften und Internetplattformen, darunter The Nation, The Daily Beast, Al Jazeera English, The Guardian, Huffpost, Salon.com, The New York Times, Los Angeles Times, The American Prospect, The Washington Monthly, Alternet und andere.
2015 gründete er die Internetplattform The Grayzone, die er seitdem herausgibt und leitet.
Seit etwa 2010 war Blumenthal zunehmend auch in Fernsehsendern präsent. Seit 2023 ist er häufiger Interviewgast im Podcast Judging Freedom des ehemaligen Richters und Fernsehmoderators Andrew Napolitano.

## Buchautor
2009 erschien Blumenthals Werk Republican Gomorrah, das die Bestsellerliste der New York Times erreichte. Darin beschrieb er die US-amerikanische religiöse Rechte um 2010 und ihren Einfluss auf die Republikanische Partei. Als ihr bestimmendes Kennzeichen sah er, dass ihre Angehörigen in einer „Kultur der persönlichen Krise“ stecken würden, die ihr Handeln motiviere. In einem Interview von 2009 nannte er als Ergebnis seiner Analyse, die Republikanische Partei werde derzeit von „dysfunktionalen Persönlichkeiten, denen die Befähigung sich selbst zu zügeln, fehlt, vereinnahmt“. Ihre maßgeblichen Vertreter hätten die Fähigkeit, sich zurückzuhalten, verloren, weil sie sich „hysterisch ausleben“ oder „hinterhältige Triebe“ sie dazu treiben würden. Unter ihren tonangebenden Figuren seien „innerlich zerrissene Persönlichkeiten“ wie Newt Gingrich oder Ted Haggard, die „immer neue und zunehmend bizarre Skandale produzieren“ würden. Für sie sei die „rechtsgerichtete politische Kreuzzüglerei“ eine „Form der Selbstmedikation“. Als maßgebliche Inspiration dieser Charakteranalyse nannte der Autor das Werk Die Furcht vor der Freiheit des deutschen Psychoanalytikers Erich Fromm.
Blumenthals Werk Goliath kritisierte der Historiker Eric Alterman als „leichtfertig konstruierte Klage gegen den jüdischen Staat“, die „wahrscheinlich alle außer die fanatischsten anti-zionistischen Extremisten“ befremden werde. James Fallows schrieb dagegen, das Buch sei „genauso wenig 'anti-israelisch', geschweige denn antisemitisch“, wie die literarischen Klassiker The Shame of the Cities, Der Dschungel und Früchte des Zorns antiamerikanisch gewesen seien. Larry Gross bewertete das Buch als eine „unerbittliche Parade von Fakten – Einzelheiten, Namen, Orten, Ereignissen –, die in ihrer Summe ein Gemälde von Schmerz, Verzweiflung und Ungerechtigkeit“ formen würden, das die Lebensrealität der Palästinenser in der Gegenwart zeige. John Hudson kennzeichnete das Werk als „eine Anklageschrift gegen Israels Umgang mit den Palästinensern“.
Blumenthals Werk The Management of Savagery (2019) stellte in einer kritischen Gesamtschau die US-amerikanische Außenpolitik seit 2000 dar. Lydia Wilson meinte, Blumenthals Darstellung der Verstrickung der USA in verschiedene Kriege „übertreibe“, arbeite mit „irreführenden und einseitigen Beispielen“ und gleite häufig in ein „ausgereiftes Verschwörungsdenken“ ab. Der Pulitzer-Preisträger Chris Hedges fand das Werk dagegen „voll von Einsichten“. Nasser Baston beurteilte es als „nützliches Gegenmittel“ zu den „Fluten von pro-imperialistischem Unfug“ in konservativen und liberalen Medien.

## Haltung zu Israel und Palästina
Blumenthal ist ein erklärter Gegner der Unterstützung des Staates Israel durch die US-Politik. Er selbst beschrieb sich 2009 als „nicht-zionistischen Liberalen“. Seine Videoreportage Rapture Ready von 2007 über die Unterstützung evangelikaler Christen in den USA für Israel fand größere Beachtung, etwa in Publikationen zum christlichen Zionismus.
Blumenthals Vater Sidney Blumenthal versuchte kontinuierlich, die Außenpolitik der USA in der Amtszeit von US-Außenministerin Hillary Clinton (2009 bis 2013) auf eine Linie gegen Israels Regierung unter Ministerpräsident Benjamin Netanjahu zu bringen. Nach den 2016 veröffentlichten privaten E-Mails Hillary Clintons sandte er ihr dazu häufig auch antiisraelische Artikel seines Sohnes zu.
2018 produzierte Blumenthal zusammen mit dem Dokumentarfilmer Dan Cohen den Dokumentarfilm Killing Gaza. Dieser schildert den Gaza-Krieg von 2014 aus palästinensischer Perspektive.
Das Simon Wiesenthal Center zählte Blumenthal 2013 zu den „Top Ten der antisemitischen/anti-israelischen Verleumder“, weil er jüdische Israelis in seinem Werk Goliath als „Judäo-Nazis“ bezeichnet und so Juden mit Nazis gleichgesetzt habe. Er wies den Vorwurf zurück: Mit dem Ausdruck „Judeo-Nazis“ habe er nur den orthodoxen israelischen Philosophen Jeschajahu Leibowitz zitiert.
Zum 9. November 2014 (dem Jahrestag der Novemberpogrome 1938) hatten einige Abgeordnete der Partei Die Linke Blumenthal und David Sheen zu einem „Fachgespräch“ über Israel und den Gazakonflikt eingeladen. Der damalige Fraktionsvorsitzende der Gregor Gysi verbot ihnen kurzfristig, dafür den Fraktionssitzungsraum im Reichstagsgebäude zu nutzen. Daraufhin bedrängten die beiden Journalisten Gysi bei der sogenannten Toilettenaffäre.
Im Februar 2016 erklärte Blumenthal vor der kanadischen Sektion von PEN International: Dass er die Gebote des Judentums befolge, sei für „gewisse Gruppen“ irrelevant, die ihn zum Antisemiten stempelten. Aus deren Sicht könne man nach Belieben mit Mose uneins sein, doch nicht mit „King Bibi“ (Benjamin Netanyahu). Er sah die Vorwürfe als Versuch rechtsgerichteter Kräfte in den USA, seine Israelkritik zu delegitimieren, und als „organisierte Kampagne der Pro-Israel-Lobby, die die größte Bedrohung der freien Rede im Westen repräsentiert“.
Am 27. Oktober 2023, drei Wochen nach dem Terrorangriff der Hamas auf Israel 2023 (7. Oktober), machte Blumenthal auf The Grayzone Israels Armee anstelle der Hamas für die Tötung der meisten Opfer jenes Angriffs verantwortlich. Dazu zitierte er selektiv Einzelangaben aus israelischen Medienberichten und ließ zugleich alle Belege für Hamastäter aus denselben Berichten weg. Michal Perach, eine Autorin der regierungskritischen israelischen Zeitung Haaretz, zeigte dieses methodische Vorgehen an zahlreichen Beispielen und nannte Blumenthals Artikel daher „eine Meisterklasse der Manipulation“.

## Haltung zu Russland und Ukraine
Einige Jahre war Blumenthal häufiger Interviewgast der russischen Propagandasender RT und Sputnik. Dort verteidigte er die russische Außenpolitik, darunter Russlands Militäreinsatz in Syrien. Charles Davis und andere kritisierten Blumenthals Auftritte in diesen Sendern als prorussische Propaganda.
Im November 2017 verteidigte Blumenthal seine regelmäßigen Auftritte auf RT in einem Interview mit Tucker Carlson auf Fox News: „Ich gehe ziemlich regelmäßig auf RT, und der Grund, warum ich das tue, ist, dass RT das in Frage stellt, während die drei großen Kabelnetzwerke die Bombardierung und Sanktionierung der halben Welt fördern, zumindest der nicht konformen Nationen.“ In einem weiteren Interview mit Tucker Carlson äußerte er sich skeptisch gegenüber Behauptungen, der damalige Präidentschaftskandidat Donald Trump habe bei der Präsidentschaftswahl in den Vereinigten Staaten 2016 mit Russland konspiriert. Er sagte, dass etablierte Republikaner und progressive Demokraten diesen Verdacht benutzten, um zu vermeiden, „etwas Progressives zu tun“. Laut Petra Marquardt-Bigman bezog sich eine Interviewaussage Blumenthals vom Dezember 2017 auf dem Sender Sputnik, dass „das Trump-Übergangsteam mit einer ausländischen Macht kollaborierte, um das politische System Amerikas zu untergraben“, auf angebliche geheime Absprachen mit Israel, nicht mit Russland.
Peter Beinart schrieb in The Atlantic, dass Blumenthal und Glenn Greenwald zwar eine starke Abneigung gegen Präsident Donald Trump hegten, aber grundsätzlich gegen eine „hawkistische“ US-Außenpolitik seien, was dazu führe, dass sie „Russlands Einmischung in die Wahlen herunterspielen, um sich dem entgegenzustellen, was sie als neuen Kalten Krieg sehen“. Im Rolling Stone zitierte Matt Taibbi Blumenthal aus einer Gruppe von Journalisten, die eine, wie er es nannte, „gesunde“ Skepsis gegenüber Russiagate geäußert hätten. Blumenthal beschrieb Russiagate in einem Artikel für Truthdig als „eine bösartige Gegenreaktion“ (vicious backlash) gegen Trumps „Schritte zur Entspannung“ mit Russland. In einem Artikel der ukrainischen Fact-Checking-Organisation StopFake aus dem Jahr 2018 wurde Blumenthal als „pro-russischer amerikanischer Journalist“ bezeichnet, der „russische Propaganda fördert“.
Blumenthal sah die Euromaidan-Proteste des Jahres 2014 als stark beeinflusst durch eine „offen pro-nazistische Politik“ der ukrainischen Partei Swoboda an und kritisierte die Unterstützung der Proteste durch hochrangige US-Politiker wie den Senator John McCain, der auf einer Euromaidan-Kundgebung geredet hatte, und die stellvertretende Außenministerin Victoria Nuland, die sich mit dem Swoboda-Führer Oleh Tjahnybok getroffen hatte. Wegen dieser Äußerungen zählte Sławomir Sierakowski, der Chefredakteur des polnischen Magazins Krytyka Polityczna, Blumenthal 2014 zu „Putins nützlichen Idioten“ in westlichen Medien: Blumenthal habe den Zweck westlicher Besuche des Euromaidan nicht verstanden und übersehen, dass sich eine ganze Reihe westlicher politischer Führer mit dem Swobodaführer fotografieren ließen.
Im russischen Angriffskrieg gegen die Ukraine verbreitete Blumenthal 2022 eine Falschangabe russischer Propagandakanäle, den Luftangriff auf das Theater von Mariupol habe die ukrainische Brigade Asow und nicht Russland zu verantworten.

## Weitere Positionen
Die Journalisten Bethany Allen-Ebrahimian und Caitlin Thompson werfen Blumenthal vor, dass er im chinesischen Staatsrundfunk Interviews gebe und oft Belege infrage stelle, die das Ausmaß der Unterdrückung der Uiguren in Xinjiang belegen sollen.

## Auszeichnungen
Für seinen Artikel Day of the Dead von 2002 über die Frauenmorde von Ciudad Juárez erhielt Blumenthal 2003 den Independent Feature Award der Online News Association.
2014 erhielt er für sein Werk Goliath den Cultural Freedom Award for An Especially Notable Book.

## Publikationen
- Republican Gomorrah: Inside the Movement that Shattered the Party. Nation Books, New York 2009, ISBN 978-1-56858-398-3
- Goliath: Life and Loathing in Greater Israel. Nation Books, New York 2013, ISBN 978-1-56858-634-2
- The 51 Day War: Ruin and Resistance in Gaza. Nation Books, New York 2015, ISBN 978-1-56858-511-6
- The Management of Savagery: How America's National Security State Fueled the Rise of Al Qaeda, ISIS, and Donald Trump. Verso Books, London / New York 2019, ISBN 978-1-78873-228-4